# Automotrice FS ALn 668.1900
Con le automotrici FS ALn 668.1900, note anche come ALn 668 serie 1900, inizia la terza generazione del gruppo ALn 668, costituita in ordine cronologico dalle serie 1900, 1000, 1200, 3000, 3100 e 3300.

## Costruzione
La serie 1900, ordinata nel 1973, fu prodotta in 42 unità così suddivise:
- ALn 668.1901-1919, consegnate dalla FIAT Ferroviaria Savigliano nel 1975;
- ALn 668.1921-1940, consegnate dalla Omeca nel 1976;
- ALn 668.1920 e 1941-1942, consegnate dalla FIAT Ferroviaria Savigliano nel 1976.

Le 1900 vennero ordinate in quaranta unità, ma in totale ne furono costruite quarantatré, di cui quarantadue per le FS, infatti:
- l'ALn 668.1920, inviata in una missione promozionale negli Stati Uniti nella primavera del 1976, fu acquistata dalla compagnia ferroviaria messicana Ferrocarril Chihuahua al Pacífico, che possedeva già altre automotrici FIAT,  e sostituita per le FS da una nuova unità con lo stesso numero di matricola;
- le ALn 668.1941-1942 furono costruite al posto delle ALn 668.1886-1887, che avrebbero dovuto essere le ultime due unità della serie 1800.

Il divario temporale tra l'ordinazione (agosto 1973) e la consegna della prima unità (luglio 1975) fu dovuto al cospicuo numero di ordinazioni da parte di altre amministrazioni ferroviarie conseguente al successo delle ALn 668: in quel periodo la FIAT dovette infatti soddisfare le richieste delle Ferrovie Jugoslave (JŽ) che scaturirono dall'invio in prova dell'ALn 668.1803 nell'inverno 1973, della Ferrovia Torino-Ceres (FTC), delle Ferrovie Padane (FP) e delle Ferrovie Algerine (SNTF).
Sempre per l'impegno nella fornitura ad altre amministrazioni, la FIAT si trovò in difficoltà nel consegnare entro i termini stabiliti le ultime due unità ALn 668.1886 e 1887 previste dal contratto di fornitura della serie 1800, difficoltà che fu risolta giungendo a un accordo con le FS secondo cui le automotrici in questione sarebbero state sostituite da due ulteriori unità tipo 1900, immatricolate ALn 668.1941-1942, senza differenza di prezzo.

## Caratteristiche
Le ALn 668.1900 hanno una capacità di 68 posti a sedere, di cui 12 di prima classe, e sono mosse da due motori Diesel con potenza di taratura di 147 kW ciascuno (elevata successivamente a 170 kW), che permettono una velocità massima di 130 km/h e un'autonomia di circa 600 km.
Le automotrici ALn 668.1900 possono essere pilotate dalle rimorchiate Ln 664.1400 e sono atte al comando multiplo in doppia trazione.

### Differenze dalla serie 1800
La serie 1900 segnò l'inizio di una nuova generazione di ALn 668 che, pur introducendo circa il 60% di nuovi disegni rispetto alla versione precedente, mantenne la continuità con l'impostazione generale del progetto.
Benché fossero intercorsi circa sette anni dalla realizzazione del prototipo FIAT ALn 668.1999 e si fossero succedute ben tre serie di automotrici (1600, 1700 e 1800) che avevano ben poco in comune con esso, le ALn 668.1900 furono le prime a recepirne integralmente le innovazioni a suo tempo sperimentate, divenendone a tutti gli effetti le eredi dirette.
Con la serie 1900 furono migliorate le prestazioni del veicolo aumentandone la velocità massima a 130 km/h, valore richiesto dall'esigenza di sostituire le ALn 556 Breda e, in prospettiva, le ALn 772, e soprattutto ne fu rivista finalmente l'immagine e la confortevolezza, pur mantenendo l'austero arredamento interno pensato per i servizi locali.

### Motore e trasmissione
Per la motorizzazione della serie 1900 si passò al propulsore IVECO 8217.32, versione sovralimentata e migliorata del motore 8217.12 montato sulle serie 1700 e 1800, la cui maggior potenza consentì di innalzare la velocità massima dell'automotrice a 130 km/h, incremento ottenuto lasciando inalterato il cambio e variando il rapporto di trasmissione del ponte inversore di marcia.
La maggiore potenza del motore richiese l'aumento da 450 a 500 mm del diametro del giunto idraulico interposto tra propulsore e frizione e l'adozione di una frizione bidisco in sostituzione del tipo monodisco impiegato sulle serie precedenti.
Per le loro dimensioni le marmitte furono spostate dal tetto ad appositi cavedi verticali ai lati del vestibolo posteriore.
Anche se nei primi contatti tra il Servizio Materiale e Trazione FS e la FIAT si parlò dell'adozione di un cambio idraulico, in seguito si optò per il mantenimento del cambio meccanico a cinque marce adottato dalle precedenti versioni.
| Motore                     | Motore                              | Trasmissione                      | Trasmissione             |
| -------------------------- | ----------------------------------- | --------------------------------- | ------------------------ |
| Motore IVECO 8217.32.032   | ciclo Diesel                        | Diametro giunto idraulico         | 500 mm                   |
| Numero cilindri            | 6                                   | Frizione                          | bidisco a secco          |
| Alesaggio                  | 137 mm                              | Cambio                            | FIAT meccanico a 5 marce |
| Corsa                      | 156 mm                              | Rapporti di velocità del cambio   | 5,37 in 1ª marcia        |
| Cilindrata                 | 13,798 dm³                          | Rapporti di velocità del cambio   | 3,40 in 2ª marcia        |
| Assetto                    | inclinato di 3° sull'orizzontale    | Rapporti di velocità del cambio   | 2,01 in 3ª marcia        |
| Potenza nominale UIC       | 206 kW a 2.000 giri/min             | Rapporti di velocità del cambio   | 1,27 in 4ª marcia        |
| Potenza di taratura FS     | 147 kW, poi 170 kW a 1.850 giri/min | Rapporti di velocità del cambio   | 1,00 in 5ª marcia        |
| Regime minimo di rotazione | 650 giri/min                        | Rapporto di trasmissione al ponte | 2,39                     |
| Alimentazione aria         | con turbosoffiante Holset           | Velocità massime                  | 24 km/h in 1ª marcia     |
| Alimentazione gasolio      | serbatoio da 600 dm³ (in due parti) | Velocità massime                  | 40 km/h in 2ª marcia     |
| Comando ventola radiatore  | idrostatico                         | Velocità massime                  | 65 km/h in 3ª marcia     |
| Generatore elettrico       | alternatore da 2,4 kW a 24 V        | Velocità massime                  | 104 km/h in 4ª marcia    |
| Tipo compressore aria      | AC.75ZB                             | Velocità massime                  | 130 km/h in 5ª marcia    |

### Cassa e arredamento interno
Se i motori di trazione rappresentarono la differenza più significativa, le varianti sulla cassa furono senza dubbio le più vistose, perché mantennero praticamente soltanto la coloritura delle serie precedenti.
Le modifiche introdotte riguardarono in particolare l'allungamento del modulo dei sedili da 1.600 a 1.680 mm, con finestrini di maggiori dimensioni e tendine di stoffa, e l'adozione di testate di forma più squadrata con i vetri delle cabine di guida avvolgenti che conferirono alla cassa un aspetto estetico più moderno; i fanali furono leggermente infossati nella carrozzeria per permettere l'apertura delle porte d'intercomunicazione senza creare interferenze meccaniche e il faro centrale fu inserito in una carenatura squadrata, intonata esteticamente con i restanti elementi.
Per migliorare l'incarrozzamento dei viaggiatori furono adottati due vestiboli simmetrici provvisti ciascuno di una coppia di porte a libro a tre ante, posizionati a tre quarti della cassa, anziché il classico vestibolo unico centrale adottato su tutte le precedenti serie di ALn 668, soluzione che, unitamente all'incremento del modulo dei sedili, determinò l'allungamento del veicolo da 22.110 a 23.540 mm e un incremento della sua massa di circa 2.000 kg.
Con l'adozione del doppio vestibolo e la conseguente riorganizzazione degli ambienti viaggiatori venne portato a dodici il numero dei posti di 1ª classe, mantenendo la capacità totale di sessantotto posti a sedere, realizzando la seguente disposizione degli ambienti interni:
- cabina di guida anteriore;
- bagagliaio;
- compartimento di 1ª classe con dodici posti a sedere;
- vestibolo anteriore;
- compartimento centrale di 2ª classe con 32 posti a sedere;
- vestibolo posteriore;
- compartimento di seconda classe con 24 posti a sedere;
- cabina di guida posteriore.

### Varianti della serie 1900
Le ultime tre automotrici che uscirono dalla linea di produzione della serie 1900, cioè la ALn 668.1920, costruita in sostituzione della pari numero inviata in America, e le ALn 668.1941-1942, aggiunte in un secondo tempo alla commessa originale, si distinguono dalle precedenti trentanove unità per il circuito del freno equipaggiato con il rubinetto di comando tipo Oerlikon, adottato a partire dalla successiva serie 1000.

## Modifiche e sperimentazioni

### Potenziamento dei motori
Benché i motori sovralimentati 8217.32 disponessero di una potenza installata di 206 kW e la loro affidabilità fosse stata ampiamente dimostrata dal costruttore con prove al banco comprendenti lunghi periodi di funzionamento al massimo regime, erogando tutta la potenza disponibile, sussistevano ancora dubbi sull'efficacia dell'impianto di raffreddamento, soprattutto su linee con forti pendenze e frequenti gallerie, che portarono le FS a limitare la potenza di taratura al valore cautelativo di 147 kW.
Per verificare le effettive condizioni operative del sistema di raffreddamento la FIAT propose alle FS, che accettarono con estremo interesse, di elevare di 23 kW, a parità di numero di giri massimo, la potenza dei propulsori di alcune macchine appositamente strumentate, sulle quali eseguire una serie di misure.
Gli esperimenti condotti per dodici mesi a partire dal settembre 1980 con le ALn 668.1000 e 3000 del deposito locomotive di Cuneo sulle impegnative rampe e nelle lunghe gallerie della Cuneo-Ventimiglia si dimostrarono positivi, ma per maggiore sicurezza si preferì ripetere le prove l'estate seguente con le ALn 668.3100 del DL di Benevento in una zona dal clima decisamente più torrido, decidendo al termine della campagna sperimentale di far modificare progressivamente a 170 kW la taratura dei motori delle serie già in esercizio (1000, 1900, 3000 e, in parte, 3100) a cura dei depositi locomotive e di eseguirla direttamente in fabbrica per le unità di nuova costruzione a partire dall'ALn 668.3211.

### Automotrici gemellate
Nel 1986 le automotrici ALn 668.1901 e 1910 furono equipaggiate a scopo sperimentale con un unico propulsore da 243 kW e rodiggio (1A)2' e assegnate per lo svolgimento delle prove al deposito locomotive di Treviso e successivamente a quello di Cremona.
La sperimentazione, che aveva lo scopo di verificare l'idoneità degli organi di trasmissione a potenze più elevate in vista di un possibile progetto di un'automotrice doppia a casse articolate o accoppiate permanentemente, durò fino alla fine del 1989 e venne svolta prevalentemente con le automotrici accoppiate tra loro, mettendo in evidenza problemi alle frizioni e slittamenti degli assi del carrello motore in condizioni di cattiva aderenza, a causa dell'esiguità della massa aderente rispetto alla totale.
Al termine delle prove le due automotrici furono accantonate temporaneamente nel deposito di Cremona e inviate alla FIAT Ferroviaria per il ripristino nelle condizioni di origine ai primi di luglio del 1990.

## Missioni all'estero

### In Svezia
A seguito di una minuziosa indagine a livello europeo tra le più importanti case costruttrici in vista del rinnovo del proprio parco veicoli, le Ferrovie dello Stato Svedesi (SJ) invitarono nel 1975 l'italiana FIAT Ferroviaria Savigliano e la tedesca Maschinenbau Kiel (MaK) a presentare un'offerta per 100 automotrici, richiedendo contemporaneamente l'invio in Svezia di una coppia dei modelli proposti allo scopo di verificarne la rispondenza alle condizioni climatiche e di esercizio delle linee svedesi.
Dopo la sessione estiva con le automotrici FS ALn 668.1884 e 1885 e DB 627 001 e 002, le SJ chiesero alle case costruttrici l'invio di un'ulteriore macchina per un ciclo di prove supplementari nel periodo invernale, a cui furono destinate ancora la DB 627 002 e la FS ALn 668.1919.
Quest'ultima, uscita dallo stabilimento FIAT di Savigliano l'8 gennaio 1976 equipaggiata con opportune protezioni per consentirle di operare in pieno inverno in prossimità del Circolo polare artico, partì per la Svezia con a bordo i tecnici FIAT il giorno seguente, dopo una sosta nel deposito locomotive di Torino Smistamento, giungendo a destinazione con i propri mezzi dopo un percorso di 2.000 km attraverso la Svizzera, la Germania Occidentale e la Danimarca, attraversando su traghetto gli stretti del Grande Belt, tra Nyborg e Korsør, e dell'Øresund, tra Elsinore e Helsingborg.
In Svezia percorse in circa due mesi 13.500 km, con la media giornaliera 500 km, in condizioni di esercizio veramente difficili, con temperature esterne tra -10 e -20 °C e punte notturne fino a -30 °C, espletando a volte regolare servizio viaggiatori.
Dopo il rientro a Torino, avvenuto il 2 marzo successivo, fu privata dell'allestimento svedese e revisionata completamente, prendendo poi servizio sulla rete FS in forza al deposito locomotive di Roma San Lorenzo.
La missione invernale dell'ALn 668.1919 si svolse senza inconvenienti degni di nota e con solo una coppia di accompagnatori al seguito, mentre le automotrici tedesche si rivelarono piuttosto vulnerabili in quelle condizioni climatiche estreme, soprattutto a causa dei componenti elettronici, assenti sulle ALn 668.
Alla conclusione delle prove, tenendo conto sia degli aspetti tecnici che di quelli economici, le SJ scelsero l'automotrice italiana, le cui caratteristiche di semplicità e robustezza si rivelarono determinanti.
Nel corso del mese di giugno 1977 la FIAT Ferroviaria Savigliano ricevette dalle ferrovie svedesi l'ordine per la costruzione di cento automotrici per un importo di 40 miliardi di lire, che rappresentò una delle più importanti commesse acquisite dall'industria ferroviaria italiana all'estero.
Le automotrici, che ricevettero la classificazione unificata Y1, corrispondente secondo le norme UIC alle automotrici Diesel con lunghezza della cassa maggiore di 23 metri, furono costruite in Italia dalla FIAT Ferroviaria Savigliano in settanta esemplari, mentre le restanti trenta furono assemblate in Svezia dalle officine di Kalmar con i componenti giunti dall'Italia.

### Negli Stati Uniti d'America
Nell'aprile 1976 l'automotrice ALn 668.1920 fu distolta dalle consegne alle FS e modificata sostituendo gli organi di trazione e repulsione con un gancio automatico, aggiungendo un rostro frontale e due grate protettive sui finestrini di ciascuna testata e applicando sul pavimento una lastra di piombo per migliorare l'isolamento acustico; la macchina fu quindi inviata in missione dimostrativa sulle reti di trasporto locale di Boston e Chicago, negli Stati Uniti d'America, con la sigla identificativa variata in ALn 668.920 e mantenendo lo schema di coloritura e l'arredamento interno FS.
Nell'area di Boston svolse servizi tipicamente locali tra la North Station e Reading per la Massachusetts Bay Transportation Authority (MBTA), mentre a Chicago fu utilizzata in ambito pressoché urbano dalla Regional Transportation Authority (RTA) tra Blue Island e La Salle Station.
La missione americana durò tre anni e fu ampiamente positiva, tant'è vero che nel rigidissimo inverno denso di tempeste di neve del 1976-77 l'ALn 668.920 viaggiò sempre regolarmente, diversamente da altri treni che furono soppressi, facendo ricevere alla FIAT pubblici attestati che menzionavano l'affidabilità della sua macchina; sfortunatamente il buon successo d'immagine non si tradusse in ordinazioni, sia per l'ambiente interno privo del condizionamento d'aria e troppo dimesso per gli standard locali, sia per ragioni di protezionismo commerciale statunitense.
Al termine dell'esperienza, che si concluse nel giugno 1979, la 920 fu acquisita dalla compagnia ferroviaria messicana Ferrocarril Chihuahua al Pacífico, che possedeva già un buon numero di automotrici italiane.

### In Spagna
Nel 1977 le ALn 668.1939 e 1940 furono inviate in Spagna per un periodo di prova di tredici mesi durante i quali furono utilizzate in servizio regolare, sempre in coppia, sulla relazione tra Madrid Atocha e Badajoz, percorrendo complessivamente 360.000 km senza inconvenienti degni di nota.
Il buon esito della missione spagnola portò alla all'ordinazione nel 1979 di 62 complessi motrice-rimorchio-motrice derivati alle ALn 668, il primo dei quali fu consegnato alla Red Nacional de los Ferrocarriles Españoles (RENFE) nel 1981.

## Esercizio

### Assegnazione ai depositi locomotive
All'atto della prima assegnazione, nel 1975, le ALn 668.1900 furono inviate ai depositi locomotive (DL) di Taranto, Bari, Foggia, Bologna Centrale e Roma San Lorenzo, dove si fermarono per breve tempo venendo ridistribuite nell'arco di un anno ai DL di Foggia e Bologna.
Nel 1978 un assestamento delle assegnazioni comportò il trasferimento dell'intero parco automotrici del DL di Bologna Centrale al nuovo deposito per la trazione Diesel di Rimini e lo spostamento delle 1900 del DL di Bari ai DL di Taranto e Foggia.
Negli anni novanta l'elettrificazione delle linee Taranto-Sibari, Metaponto-Battipaglia e Bari-Lecce determinò il trasferimento nell'Italia settentrionale delle automotrici del DL di Taranto, dopodiché le assegnazioni rimasero stabili salvo per il ritorno delle macchine di Rimini al DL di Bologna Centrale che ne aveva preso il posto dopo la creazione delle direzioni regionali.
| DL                                                                           | 1975 | 1976 | 1978 | marzo 1983 | luglio 1995 | luglio 2006 |
| ---------------------------------------------------------------------------- | ---- | ---- | ---- | ---------- | ----------- | ----------- |
| Taranto                                                                      | 8    | 8    | 15   | 14         | –           | –           |
| Bari                                                                         | 12   | 12   | –    | –          | –           | –           |
| Foggia                                                                       | 2    | 7    | 12   | 13         | 25          | 24          |
| Bologna Centrale                                                             | 9    | 15   | –    | –          | –           | 16          |
| Roma San Lorenzo                                                             | 11   | –    | –    | –          | –           | –           |
| Rimini                                                                       | –    | –    | 15   | 15         | 16          | –           |
| Totale                                                                       | 42   | 42   | 42   | 42         | 41[a]       | 40[b]       |
| a. ALn 668.1916 radiata dal parco. b. ALn 668.1916 e 1927 radiate dal parco. |      |      |      |            |             |             |

### Principali servizi
Nel breve periodo di assegnazione al DL di Roma San Lorenzo le ALn 668.1900 svolsero servizi su Campobasso.
Le ALn 668.1900 assegnate al DL di Bologna Centrale prestarono servizio essenzialmente in Romagna sulle brevi linee facenti capo a Faenza, Lugo e Lavezzola, al fianco delle ALn 880.

Spostate al DL di Rimini nel 1978, fecero servizio accoppiate con le rimorchiate Ln 664.1400, prendendo in carico anche il servizio sulla Pesaro-Fano-Urbino al posto delle ALn 880.
Le macchine dei DL di Bari, Foggia e Taranto operarono sulle linee:
- Bari-Taranto, di 115 km;
- Bari-Lecce, di 150 km;
- Taranto-Brindisi, di 70 km;
- Taranto-Metaponto-Potenza, di 150 km;
- Foggia-Potenza-Battipaglia, di 211 km;
- Foggia-Manfredonia Città, di 37 km;
- Barletta-Spinazzola, di 66 km.

### Accantonamenti e radiazioni
Risultano radiate dal parco le automotrici ALn 668.1916, demolita nel novembre 1992, e la ALn 668.1927.

Risulta anche accantonata la ALn 668.1902 al DL di Sulmona.

## Unità storiche
Alcune ALn 668 della serie 1900 sono in forza al parco rotabili storici della Fondazione FS Italiane e vengono utilizzate per servizi turistici; tra esse figurano le unità 1904 e 1936, sottoposte non ad un restauro filologico ma ad un intervento di revamping volto a migliorarne il comfort, comprendente la posa di moquette al pavimento, la messa in opera di nuovi rivestimenti in velluto sui sedili e di nuove tendine. È stato mantenuto inoltre l'impianto di condizionamento.
Esternamente le automotrici si presentano in livrea Grigio Azzurro - Beige pergamena.

## Modelli derivati per le ferrovie in concessione
Sulla base delle ALn 668.1900 FS furono realizzati piccoli lotti di automotrici per le seguenti ferrovie in concessione:
- 4 automotrici e 4 rimorchiate semipilota per le Ferrovie Padane (FP): ALn 668.1010-1011 e Ln 880.308-309, immatricolate nel 1975 (nel 1976 secondo altra fonte[46]), che differiscono dal modello FS per le fiancate in lamiera cannellata e i motori ad aspirazione naturale; ALn 668.1012-1013 e Ln 880.310-311, immatricolate nel 1977, analoghe al modello FS con fiancate in lamiera liscia e motori sovralimentati[46][47];
- 15 automotrici e 7 rimorchiate semipilota per le Ferrovie del Sud Est (FSE), immatricolate Ad 31-45 nel 1978-1979 e R 331-337 nel 1977[48];

Le suddette automotrici e le relative rimorchiate impiegavano gli stessi carrelli e la stessa cassa della serie 1900 FS, ma non tutte ebbero la medesima taratura dei motori, richiesti inoltre nella versione 8217.12 ad aspirazione naturale dalle Ferrovie Padane; la velocità massima variava inoltre in funzione dei servizi richiesti e delle caratteristiche delle linee su cui dovevano operare.